# Adelophryne amapaensis
Adelophryne amapaensis — вид жаб родини листкових жаб (Eleutherodactylidae). Описаний у 2020 році.

## Поширення
Ендемік Бразилії. Вид поширений у муніципалітеті Серра-ду-Навіу штату Амапа на півночі країни.

## Опис
Дрібна жабка, завдовжки 12-15 мм.